# Henning von der Lancken

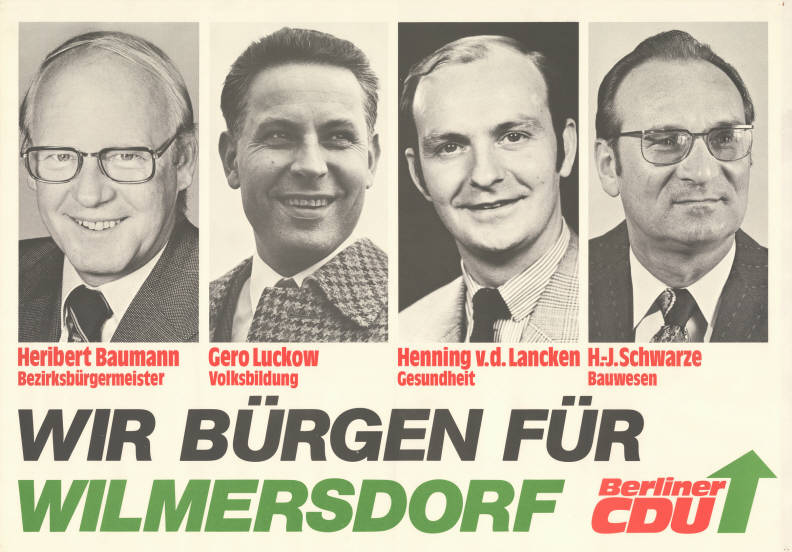
Wahlplakat für die Berliner Wahl 1975 der CDU Wilmersdorf (von links nach rechts): Heribert Baumann, Gero Luckow, Henning von der Lancken und Hans-Joachim Schwarze

Raven Henning von der Lancken (* 3. August 1937 in Hamburg; †  2. Juli 2014 in Berlin) war ein deutscher Landespolitiker (CDU in Berlin). Er war Bezirksbürgermeister von Berlin-Wilmersdorf.

## Leben
Henning von der Lancken studierte von 1958 bis 1964 an der TU Berlin Wirtschaftsingenieurwesen und Betriebswirtschaft. Von 1967 bis 1971 war er Bezirksverordneter in der Bezirksverordnetenversammlung (BVV) Wilmersdorf. Da die BVV Wilmersdorf im Mai 1971 Gero Luckow zum Bezirksstadtrat wählte, rückte von der Lancken in das Abgeordnetenhaus von Berlin nach. Bei der Bundestagswahl 1972 wurde der bisherige Wilmersdorfer Bezirksstadtrat Günter Straßmeir zum Mitglied des Bundestages gewählt, sodass von der Lancken im Dezember 1972 nun zum neuen Bezirksstadtrat gewählt wurde. Von 1979 bis 1981 war er Bezirksbürgermeister in Wilmersdorf und von 1981 bis 1989 Staatssekretär bzw. Senatsdirektor beim Senator für Bau- und Wohnungswesen in Berlin.
Henning von der Lancken war ab 1964 Katastrophenschutzbeauftragter der Johanniter-Unfall-Hilfe. 1968 wurde er Ehrenritter der Brandenburgischen Provinzialgenossenschaft des Johanniterordens und war von 1978 bis 1999 regierender Kommendator und dann ehrenhalber deren Kommendator. Von 2005 bis 2007 war er ehrenamtlicher Landesvorstand der Johanniter-Unfall-Hilfe in Berlin-Brandenburg.